# Orogeneza bajkalska
Orogeneza bajkalska – ruchy górotwórcze z przełomu proterozoiku i paleozoiku. Miały one miejsce m.in. w Azji, głównie na terenach otaczających Bajkał. Doprowadziły do powstania gór zwanych bajkalidami.
Orogenezę tę wyróżnił w roku 1932 Nikołaj Szatski. 